# 11758 Sargent
11758 Sargent eller 4035 P-L är en asteroid i huvudbältet som upptäcktes den 24 september 1960 av den nederländsk-amerikanske astronomen Tom Gehrels och det nederländska astronomparet Ingrid van Houten-Groeneveld och Cornelis Johannes van Houten vid Palomarobservatoriet. Den är uppkallad efter astronomen Wallace L. W. Sargent.
Asteroiden har en diameter på ungefär 9 kilometer och den tillhör asteroidgruppen Hygiea.